# Ducato di Kalisz
Il Ducato di Kalisz (in polacco Księstwo kaliskie ed in latino Ducatus Calisiensis) fu un Teilherzogtum feudale nella Grande Polonia, prevalentemente diffuso nell'area oggi occupata dal distretto di Kalisz. La città di Kalisz era anche la capitale. Il ducato venne creato nel 1177 durante la spartizione del Ducato della Grande Polonia insieme ai ducati di Poznań e di Gniezno. Tale spartizione ebbe luogo dopo la ribellione contro Miecislao III. Il primo sovrano del Ducato di Kalisz fu Casimiro II della dinastia dei Piasti. 
In questo periodo Kalisz e le terre circostanti vissero un periodo di sviluppo dovuto alla posizione della città, posta alla confluenza di diverse vie carovaniere provenienti da nord e da est. Tale periodo di fioritura economica culminò nell'indipendenza raggiunta nel 1227. Il ducato ospitava immigrati di origine tedesca, greca, macedone, ebrea, russa e ucraina. Nel 1264 il duca Boleslao il Pio concesse alla popolazione ebraica lo statuto di Kalisz che garantiva diritti economici e religiosi. Il ducato esistette fino al 1279, quando venne riunito ai ducati di Poznań e Gniezno per formare nuovamente il Ducato della Grande Polonia grazie all'opera di Premislao II.